# Dercio Gil
Gil, właśc. Dercio Gil (ur. 10 września 1938 w São Paulo) – piłkarz brazylijski, występujący na pozycji obrońcy.

## Kariera klubowa
W czasie kariery piłkarskiej Gil grał w SE Palmeiras. W Palmeiras grał na przełomie lat pięćdziesiątych i sześćdziesiątych. Z Palmeiras zdobył mistrzostwo stanu São Paulo – Campeonato Paulista 1959 oraz Taça Brasil 1960.

## Kariera reprezentacyjna
W 1960 roku Gil uczestniczył w Igrzyskach Olimpijskich w Rzymie. Na turnieju Gil był rezerwowym i nie wystąpił w żadnym meczu grupowym reprezentacji Brazylii.